# Alberto Sbacchi
Alberto Sbacchi (Palermo, 25 novembre 1937 – Lancaster, 14 settembre 2006) è stato uno storico italiano.
Sbacchi ha studiato in Francia e Inghilterra e ha ricevuto il Ph. D. (Dottorato di Ricerca) nel 1974 dall'Università dell'Illinois, Chicago, studiando sotto la supervisione del prof. Robert L. Hess. La sua specializzazione è in Storia europea moderna, Colonialismo italiano e scienze politiche. Ha fatto ricerche nei maggiori archivi dell'Europa occidentale, degli Stati Uniti e del Kenya, Sudan ed Etiopia. Fu membro di varie società professionali, nazionali e straniere, ed è menzionato in diversi annuari biografici. 
Ha ricevuto diverse borse di studio, incluso un pensionato di ricerche dal Ministero degli Affari Esteri italiano ed il prestigioso Fulbright-Hays, borsa di studio per l'Italia e studi nel Corno d'Africa. Dal 2004 è stato elevato a professore emerito di storia.
Sbacchi fu autore di 4 libri, numerosi articoli pubblicati in riviste locali (statunitensi) ed internazionali e ha collaborato con numerosi periodici. Ha insegnato in Etiopia, 1963-1968, e dal 1974 al 2003 è stato professore di storia all'Atlantic Union College, S. Lancaster, Massachusetts, USA.
È considerato uno dei massimi esperti di storia coloniale italiana, particolarmente per quanto riguarda l'Etiopia.

## Libri
- Legacy of Bitterness: Ethiopia and Fascist Italy, 1935-1941.
- Il Colonialismo italiano in Etiopia, 1936-1940, Milano, 1980.
- Ethiopia under Mussolini: Fascism and the Colonial Experience, Londra, 1985.